# Świadek (powieść Roberta Muchamore’a)
Świadek (ang. The Killing) – kryminalno-przygodowa powieść angielskiego pisarza Roberta Muchamore’a. Powieść w Anglii została wydana dnia 13 października 2005 roku, a w Polsce w 2008 roku. Jest czwartą książką z serii CHERUB, głównym bohaterem jest James Adams, jego nową misją jest pomoc w rozbrojeniu gangu Leona Tarasowa.

## Fabuła
Po raz kolejny James wyrusza na misję z Dave'em Mossem. Tym razem mają za zadanie pomóc w rozbiciu gangu Leona Tarasowa, który zajmuje się kradzieżą samochodów oraz sprzedawaniem ich po wyższej cenie w ich komisie. Dochodzi do tego sprawa dziwnego zabójstwa kuzyna córki Tarasowa. W tę sprawę jest zamieszany policjant Michael Patel. W późniejszej części zadania dołącza do nich Laura – siostra Jamesa, oraz jego dziewczyna Kerry Chang. Kontrolerem zadania zostaje John Jones, lecz faktyczną opiekę na miejscu sprawuje nad nimi była agentka CHERUB-A, policjantka komendy w Palm Hill, niejaka Millie Kentner. Po zakończonej misji James godzi się z Kerry i zaczynają znowu ze sobą chodzić.

## Bohaterowie[3]

### Agenci CHERUB-A
1. James Adams
2. Dave Moss
3. Laura Adams
4. Kerry Chang

### Kontrolerzy misji
1. John Jones
2. Millie Kentner

## Odbiór książki przez krytyków
Książka została bardzo dobrze oceniona przez krytyków, cieszy się bardzo wysokim uznaniem u czytelników

## Adaptacje

### Audiobook
Audiobook został wydany w Polsce w 2012 roku i jest czytany przez Adama Szyszkowskiego.